# Herten (België)
Herten is een dorp in de Belgische provincie Limburg en een deelgemeente van Wellen, het was een zelfstandige gemeente tot aan de gemeentelijke herindeling van 1977.
Herten ligt in het zuiden van de gemeente Wellen nabij de gemeentegrens met Borgloon. De westelijke grens van de deelgemeente wordt grotendeels gevormd door de Herk, een zijrivier van de Demer die in noordoostelijke richting langs de dorpskom stroomt.
Het dorp is ontstaan als een lintdorp aan de rechteroever van de Herk. De historische bebouwing concentreert zich voornamelijk langs de Hertenstraat. Door recente bebouwing nabij de N754 ten noordoosten van Herten sluit de bebouwing van de deelgemeente aan op de dorpskom van Wellen. Ook ten zuiden van Herten heeft zich langs de N754 een kleine kern gevormd. Deze kern draagt echter geen specifieke benaming.

## Etymologie
De oudste vermelding van Herten dateert uit 1078. De plaats werd toen aangeduid als Harteum.
Etymologisch gezien zou de naam van het dorp afgeleid zijn van het Oudnederlandse harn of hern, wat 'beukenbos' betekent.

## Geschiedenis
In de Romeinse tijd werd het grondgebied van Herten doorkruist door twee noord-zuidverbindingen.
Rond de elfde en twaalfde eeuw vormde Herten een heerlijkheid die afhing van het Graafschap Duras. In 1203 verloor dit graafschap zijn zelfstandigheid en werd het, met inbegrip van Herten, een leen van het Graafschap Loon. Hierdoor werd er in Herten Loons recht gesproken. Daarnaast bevond zich in het dorp een cijnshof dat afhing van het allodiaal hof van Loon.
De families die heren van Herten waren zijn, achtereenvolgens: Robert van Herten (1174), Van den Edelbampt (14e en 15e eeuw), Van Hulsberg (15e en 16e eeuw), De Scharenberg (17e eeuw), De Geloes (vanaf 1668), Van Weddingen (vanaf 1755) en De Heusch (vanaf 1764).
Omstreeks 1760 wordt Herten geteisterd door de bokkenrijders, een bende rovers die in de wijde omgeving strooptochten hield.
Nadat de streek in 1795 door Frankrijk werd geannexeerd, wordt Herten een onafhankelijke gemeente. 
Herten was in 1976 de kleinste Vlaamse gemeente met 98 inwoners. Bij de fusie van Belgische gemeenten in 1977 werd Herten aangehecht bij Wellen.

## Demografische ontwikkeling
- Bronnen:NIS, Opm:1831 tot en met 1970=volkstellingen; 1976 = inwoneraantal op 31 december

## Bezienswaardigheden

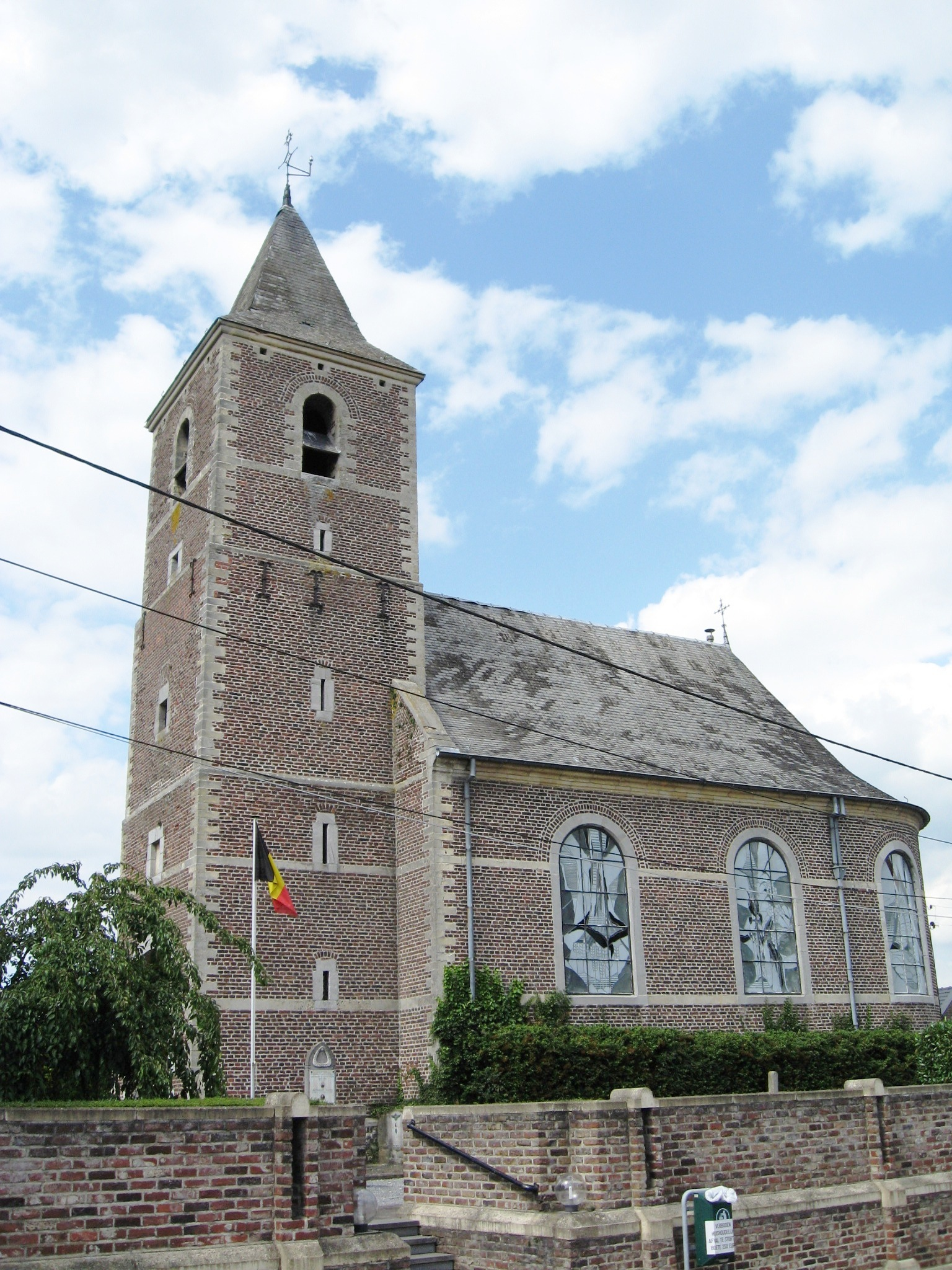
De Sint-Lambertuskerk

- De Sint-Lambertuskerk uit 1693 met ommuurd kerkhof. Het is een barokke kerk met classicistische invloeden. De kerk werd in 1871 hersteld en in 1899 volledig gerestaureerd. In 1960 werd de kerk uitgebreid met een zijbeuk.
- Het oorlogsmonument voor luitenant Etienne Dufossez, die op 10 mei 1940 in de weiden rond het dorp als eerste Belgische piloot sneuvelde tijdens de Tweede Wereldoorlog.
- De voormalige Molen van Herten werd na 1906 omgebouwd tot een industriële graanmolen en in 1930 tot een houtzagerij. Omstreeks 1958 ontstond op die plaats plasticverwerkend bedrijf (ANL Plastics) waar momenteel zo'n 400 mensen tewerkgesteld zijn.

## Natuur en landschap
Herten is gelegen aan de rechteroever van de Herk in Vochtig-Haspengouw. De laagstgelegen gebieden bevinden zich in het westen van de deelgemeente op een hoogte van ongeveer 45 à 50 meter. In het uiterste zuiden van Herten, nabij de gemeentegrens met Borgloon, bereikt het reliëf een hoogte van 75 meter. De vruchtbare gronden rondom het dorp zijn geschikt voor fruitteelt en in mindere mate akkerbouw.
Aan de overzijde van de Herk, op het grondgebied van de deelgemeente Wellen, bevindt zich het natuurgebied De Broekbeemd. Dit gebied wordt beheerd door de natuurvereniging Limburgs Landschap vzw. In 2014 werden kapwerken uitgevoerd om het natuurgebied in zijn oorspronkelijke staat te herstellen.

## Nabijgelegen kernen
Wellen, Ulbeek, Borgloon, Kuttekoven, Berlingen